# Reichenbachia propinqua
Reichenbachia propinqua är en skalbaggsart som först beskrevs av Leconte 1849.  Reichenbachia propinqua ingår i släktet Reichenbachia och familjen kortvingar. Inga underarter finns listade i Catalogue of Life.